# Северни Гренланд
Северни Гренланд, такође познат и као Аваната (Грен.: Avannaata (У значењу: Север)) је новооснована општина која је основана 1. јануара 2018. године (Пре је била под управом општине Касуитсуп). Велика је 522,700 km² и у њој се налази 10,726 становника по попису из 2020. године. Она је најслабије насељена општина у Гренланду због хладне климе и снежних пустиња

## Географија
Општина се граничи на југу са општином Кекерталик, на југоистоку са општином Сермерсок и на истоку са Националним Парком Североисточног Гренланда.
На југу се завршава обалама Диско заливом, иако неким обалама том заливу припадају општини Кекерталику. Овај залив је има већи улаз него Бафинов залив, који на северу ивичи у острво Гренланда у саставу Мелвилског залива. Обала североисточног Бафиновог залива је повезан са Упернавишким архипелагом, који се цео архипелаг налази у Северном Гренланду. У крајњем Северозападу близу Канака и Сиорапалука, приморје општине се продужује и до Наресовог мореуза, где одваја Гренланд од острва Елесмер.
Данска признаје Хансово острво као део Северног Гренланда, док је Канада признаје као део њихове територије Нунавут.

## Политика
У Северном Гренланду, општински савет садржи 17 чланова, а сваке 4.-е године бира председник општине, у овом случају, Пале Јеремијасен и даље је председник још од 2017. године.

## Градови и насеља

### Област код Илулисата:
- Илулисат (Јакобсхавн)
- Илиманак (Клаусхавн)
- Окатсут (Родбај)
- Кекертак (Еен)
- Сакак (Солсиден)

### Област код Канака:
- Канак (Тул)
- Кекертат
- Сависивик
- Сиорапалук

### Област код Уманака:
- Уманак (Оменак)
- Икерасак
- Илорсуит
- Ниакорнат
- Нугатсјак
- Карсут
- Сатут
- Укусисат

### Област код Упернавика
- Упернавик (Женско острво)
- Апилаток
- Инарсуит
- Кангерсуатсиак
- Кулорсуак
- Најат
- Нутармиут
- Нусуак (Краулсхавн)
- Тасиусак
- Тусак
- Упернавик Кулајек

## Језик
У општини највише се прича гренландски језик. Западногренландски дијалект Калалисут, се прича у градовима западних и северозападних обала. Дијалект Инуктун се прича највише у Канаку и у околини тог града.